# Камаль Худжанди
Кама́ль Худжанди́ (тадж. Камоли Хуҷандӣ, перс. کمال خجندی‎‎; 1321, Ходжент — 1400, Тебриз, Кара-Коюнлу) — персидский поэт-мистик, суфийский шейх, теолог.

## Биография
Родился в городе Худжанде (псевдоним Худжанди — «худжандский»), большую часть жизни прожил и умер в Тебризе. Свою юность он провёл в родном городе и получил там начальное образование. Затем продолжил обучение в Самарканде и Шаше. По указанию султана Увайса для поэта были построены дом и сад. Дом Камаля Худжанди стал местом встречи поэтов и мудрецов.
Совершил хадж в Мекку, в 1385 году во время нападения хана Тохтамыша был увезён в золотоордынскую столицу Сарай, где пробыл 4 года. Камаль длительное время находился в заточении. Об этом он писал:
Когда удастся из этой темницы мне выбраться?
Дело чести — из этого позора мне выбраться.
Но скажи, разве из камня выйдет
Приказ о том, чтобы из камня мне выбраться?
Спустя четыре года поэт вернулся в Тебриз, где и прожил до конца своих дней. Камаль Худжанди умер в Тебризе в 1401 году и был похоронен в своем саду.
Худжанди считается одним из величайших поэтов-романтиков XIV века, наряду с Амир Хосровом Дехлеви и Хаджу Кермани. Он также был современником Хафиза Ширази. Современный персидский писатель и автор рассказов Садег Хедаят и его семья ведут свою родословную от Камаля Худжанди.

## Творчество
По свидетельству первоисточников, диван Камаля Худжанди насчитывал 14 тыс. бейтов; в сохранившихся рукописях — ок. 8 тыс. бейтов. Лучшие списки дивана хранятся в Баку, Ташкенте, Душанбе и Санкт-Петербурге (полностью не издан).
Камаль Худжанди прославился как мастер поэтической формы газелей. Его творчество проникнуто суфийскими идеями.
Цель — это жемчуг взаперти.
И надо приложить старанье.

Взять жемчуг — значит ключ найти,
А ключ — усердье, время и познанье.
Газели Камаля Худжанди стали народной песней, в которую певцы вносили свои вариации. Можно предполагать, что таджикские народные «чужбинные» четверостишия в какой-то мере также вдохновлены газелью Камаля «О чужбина!»: 
Эта шумная улица кажется мне пустынной,
К самому себе я прикован здесь беспричинно.
Все брожу и мечтаю о милой своей отчизне.
О страна моя, родина! Вспомни заблудшего сына...
Я чужой. Я брожу и мечтаю о родине милой,
О чужбина, чужбина, чужбина, чужбина, чужбина!
(Перевод И. Сельвинского)
Камаль был лаконичен (его газель состоит из 5—7 двустиший). Большинство его газелей по мелодике восходит к народным поэтическим размерам. По словам Джами, поэзия Камаля была лишь дополнением к его жизни духовного адепта и суфийского лидера; она служила гарантией того, что «экзотерическое не было подавлено эзотерическим, и он не забывал соблюдать формы ритуального поклонения».
Поэт отбирает и шлифует те элементы народного стиха, которые придают образам выразительность и искренность. Камаль придает стихам разговорную интонацию. Часто он заканчивает стихотворение неожиданным ответом.

## Могила
Могила поэта находится рядом с могилой Кемаль ад-Дина Бехзада, расположенном на улицах Аббаси и Бейланки в Тебризе. В 1996 году на могиле была установлена статуя Камала Худжанди.

## Память
- В 1996 году в Худжанде был установлен памятник (автор — К. Надиров);

- Театр в честь Камаля Худжанди в Худжанде, Таджикистан;

- Музей в честь Камаля Худжанди в Душанбе, Таджикистан;
- В 2015 года в Худжанде было закончено обновление парка в честь Камаля Худжанди, в котором расположились мавзолей и дом-музей поэта.